# Martin Körfer
Martin Körfer (* 4. August 1889 in Kückhoven; † 26. Januar 1968) war ein sozialdemokratischer Kommunal- und Landespolitiker.
1911 kam er als junger Textilarbeiter nach Mönchengladbach und war seitdem aktiv in der Arbeiterbewegung, in der Sozialdemokratischen Partei und in der Arbeiterwohlfahrt. Er gehörte von 1933 bis 1945 zur sozialdemokratischen Widerstandsbewegung. Die Mitgliedschaft und Mitarbeit in der Untergrundbewegung brachten ihn 1936 vor ein Sondergericht 2 ½ Jahre Zuchthaus ein. (Untersuchungshaft in Duisburg, dann im Zuchthaus in Vechta) Nach 1945 war Martin Körfer weiter in der SPD aktiv. In den Jahren 1946 und 1947 war er Mitglied des ernannten Landtages von Nordrhein-Westfalen. In den Jahren 1956 bis 1964 war er Stadtverordneter in Mönchengladbach für den Stadtteil Lürrip. Er war Mitglied und langjähriger Vorsitzender der Arbeiterwohlfahrt in Mönchengladbach und erhielt 1959 das Bundesverdienstkreuz.